# 王立彬
王立彬（1963年3月21日—），陕西西安人，中国篮球运动员，现任西北工业大学教授及男篮校隊主教练。

## 球員生涯
王立彬出生在西安，先后入西安市吉祥村小学，西安市第八十五中学读书。13岁时，身高达到了1.88米，具有出色的弹跳能力和速度力量；14岁就入选陕西青年篮球队，1980年入选中国青年队，1981年进入国家男篮代表隊。
王立彬灵活多变，篮下攻击力强，外围中距离跳投较准，是一个盖帽能手。1983年，在第十二届亚洲男篮锦标赛中，中国队获得冠军，王立彬被评为“亚洲篮球明星”；1985年入选中国甲级联赛最佳阵容。1984年洛杉矶奥运会，中華人民共和國首次组团参赛，王立彬在入场式上担任中国代表队的旗手。
1988年，25岁正处于运动高峰期的王立彬，因为中国国家体育管理部门的一次人事变动，成为了人际矛盾的牺牲品，被迫从国家队退役。不久之後，接受日本橫濱市五十铃俱乐部的邀请，到日本打球。
1992年5月與新瑞男籃完成簽約，10月抵達臺灣加盟新瑞男籃，1994年底開打的中華職籃元年將王立彬視為本土球員，1995年11月至汐止鎮公所領取中華民國國民身分證，1998年2月9日至2月14日接受為期六天的國民兵役，2000年9月因中廣戰神未將王立彬列入保留名單，王立彬需投入實力平衡選秀，在選秀會第四輪被中廣戰神選回。
自球員生涯退休後，做为中華台北代表隊教练團成员，帶隊參加了1998年的曼谷亚运会；後來又短暫执教佛光女子籃球隊。王立彬在台灣篮球界闖出名声後，經營餐廳，兼職主持、篮球评论员，後來成为了ESPN亞洲區的篮球评论员，並开辟了个人评球专栏。

## 教練生涯
2004年，在陕西东盛盖天力篮球俱乐部的力邀下，王立彬卖掉在台湾的房子，回到故乡执教。陕西队在连续两个赛季都只获得CBA联赛第十三名的成绩后，王立彬于2007年卸下了陕西东盛男篮“主帅”的职务。
2007年6月12日，王立彬有获聘为西北工业大学教授，同时兼任学校男篮的主教练。
2013年10月，王立彬获聘为西安高新第一中学篮球队顾问。
2017年2月23日，王立彬与宫鲁鸣、阿的江等9人在中国篮球协会第九届全国代表大会中当选为中国篮协副主席。

## 荣誉
- 1980年，代表中国青年队获亚洲青年锦标赛冠军
- 1982年，代表中国青年队获亚洲青年锦标赛亚军
- 1983年，获第12届亚洲男篮锦标赛冠军，并被评为“亚洲篮球明星”
- 1984年，參加洛杉矶第二十三届奥运会，获第10名
- 1985年，入选中国甲级联赛最佳阵容
- 1986年，參加第十届世界男篮锦标赛，获第9名；參加第十届亚运，獲男子籃球金牌
- 1999年，被评为新中国篮球运动50杰之一

## 个人生活
王立彬和中国女篮运动员徐妍，于1986年11月14日结婚；1993年，两人在台湾生有一女王靖妃(原名王靖婷)。